# Kawasaki Ninja ZX-9R

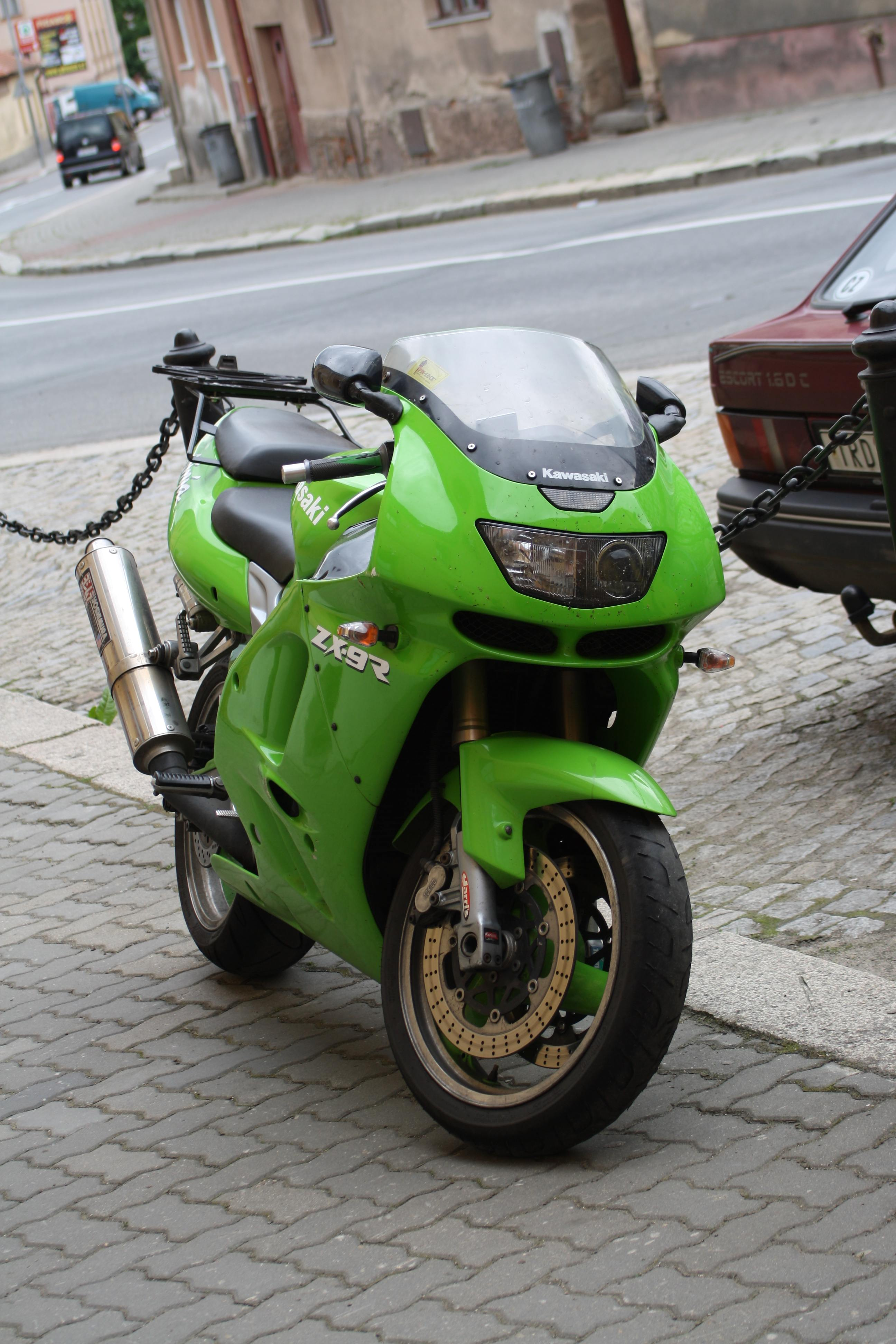
Kawasaki Ninja ZX-9R

Die Kawasaki Ninja ZX-9R ist ein Motorrad der Kategorie Supersportler des japanischen Herstellers Kawasaki. Sie wurde von 1994 bis 2003 gebaut und 2004 durch die ZX-10R ersetzt. Mit diesem Modell wurde die Lücke zwischen der ZXR 750 und der ZZ-R1100 geschlossen. Parallel zu ihr gab es später die beiden kleineren Baureihen ZX-6R und ZX-7R. Kawasaki entwickelte die Ninja ZX-9R als Antwort auf die Honda CBR900RR „Fireblade“. Die interne Typenbezeichnung ist je nach Modelljahr ZX9xxX. Mit der ZX-9R führte Kawasaki außerdem erstmals in Europa die Zusatzbezeichnung „Ninja“ für die Supersportmodelle ein.

## Baureihen

### ZX-900B (1994–1997)
Die erste Baureihe basierte technisch auf der Kawasaki ZXR 750 von 1993. Rahmen und Motor sind direkt von der 750er abgeleitet worden. Der Rahmen wurde verstärkt und mit Unterzügen ausgestattet, um mit Silentblöcken an den Motoraufnahmen die Vibrationen zu dämpfen. Die Upside-Down-Gabel hatte ebenfalls 41 mm Durchmesser und war in Federbasis, Zug- und Druckstufe einstellbar. Das über ein Unitrak-System angelenkte Zentralfederbein war in Federbasis, Zug- und Druckstufe und in der Höhe einstellbar. Die 3-Speichen-Aluminium-Räder hatte die Dimension 3.5 × 17 Zoll vorn und 5.5 × 17 Zoll hinten. Die Aluminium-Kastenprofilschwinge wurde direkt von der 750er übernommen. Die Lenkerstummel sind jedoch oberhalb der Gabelbrücke befestigt, was für eine aufrechtere und weniger sportliche Sitzposition sorgte. Die 4-Kolben-Bremsanlage von Tokico und die 320-mm-Doppel-Scheibenbremse hatten die ZZ-R1100 und die ZXR 750 ebenfalls.
Der Motor entsprach in seinem Grundaufbau dem der ZXR 750 und wurde in der Bohrung von 71 auf 73 mm, und im Hub von 47,3 auf 53,7 mm erhöht. Das ergab einen Hubraum von 899-cm³. Die Gemischaufbereitung erfolgte über 4 Gleichdruckvergaser mit 40 mm Durchmesser von Keihin. Diese wurden durch eine 12 Liter große Airbox unterhalb des Kraftstofftanks und einem Dual-Ram-Air-Lufteinlass mit Frischluft versorgt. Die 16 Ventile wurden über Schlepphebel betätigt. In Deutschland wurde 1994 nur die  gedrosselte Variante mit 74 kW (100 PS) angeboten, obwohl die internationale Version 102 kW (139 PS) leistete. Diese war später auch in Deutschland verfügbar. Die Beschleunigung von 0 auf 100 km/h wurde bei der ungedrosselten Variante mit 3,5 Sekunden angegeben. 1994 betrug der Listenpreis 19.900 DM und die Maschine wurde in den Farben Seegrün/Schwarz/Silber und Rot/Schwarz/Silber angeboten. Erst zum Modelljahr 1995 gab es die ZX-9R im markanten Lime Green/Weiß und in Grau/Schwarz.
Für die Modelljahre 1996 und 1997 gab es eine leichte Modellpflege. Die ZX-9R bekam eine 6-Kolben-Bremsanlage von Tokico und für den Sozius Haltegriffe am Heck. Die Farben für 1996 waren Grün/Weiß und Rot/Lila und für 1997 Grün/Weiß/Lila, Rot/Weiß und Schwarz/Grau.

### ZX-900C (1998–1999)
Das Modell von 1998 war eine komplette Neukonstruktion die über 30 Kilogramm weniger wog. Der Motor war nun als tragendes Element im Rahmen verschraubt, wodurch die Unterzüge eingespart werden konnten. Beispielsweise wurde im Motor der Ventiltrieb von Schlepphebel auf Tassenstößel umgestellt. Die Kupplung wurde nun über Bowdenzug betätigt, vorher hydraulisch. Die Lichtmaschine befand sich nicht mehr hinter den Zylindern, sondern auf der linken Seite der Kurbelwelle. Das neue Modell hatte nun eine Teleskopgabel statt der Upside-Down-Gabel. Die Dimensionen der Räder und Bereifung blieb gleich. Der Radstand verkürzte sich um 25 mm auf 1415 mm. Das Design der ZX900C war etwas runder und ähnelte dem der ebenfalls zum Modelljahr 1998 neu vorgestellten Kawasaki Ninja ZX-6R. Erstmals bot Kawasaki auch eine Version mit U-Kat an, die ZX 900-D1 für 150 Euro Aufpreis.

### ZX-900E (2000–2001)
Das Modell ZX900E wurde nur geringfügig überarbeitet. Auffälligstes Merkmal waren die beiden großen Doppelscheinwerfer an der Front. Eine verbesserte Motorabstimmung ergaben 1 PS mehr Leistung und eine verbesserte Leistungsabgabe. Das Rahmenheck war jetzt geschraubt, nicht mehr geschweißt und die Hinterradfelge war 6 Zoll breit mit einem 190er Reifen.

### ZX-900F (2002–2003)
Die Überarbeitung für das F-Modell umfasste eine massiv verstärkte Motoraufhängung, wodurch das Gabelflattern beim Bremsen der früheren Modelle behoben wurde. Außerdem hatte die ZX-900F eine stabilere Hinterradschwinge mit geschweißten Oberzügen und eine verbesserte 4-Kolben-Bremsanlage von Nissin. Der vordere Kotflügel war einteilig, das Design der Heckverkleidung war neu. Die Soziushaltegriffe entfielen, ebenso wie der Spiegelhaltebügel.

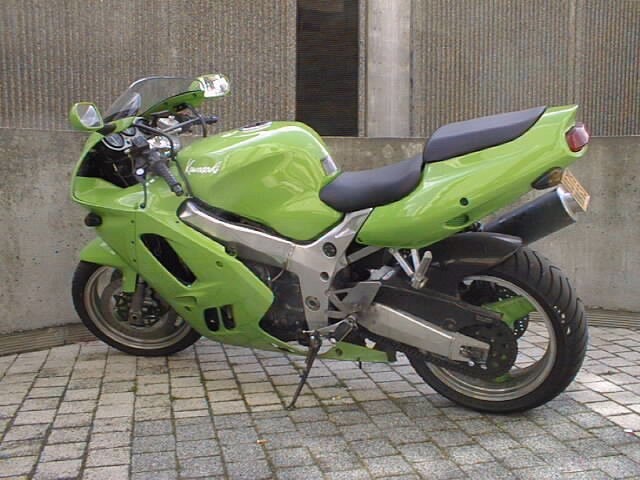
Heckansicht Ninja ZX-900B
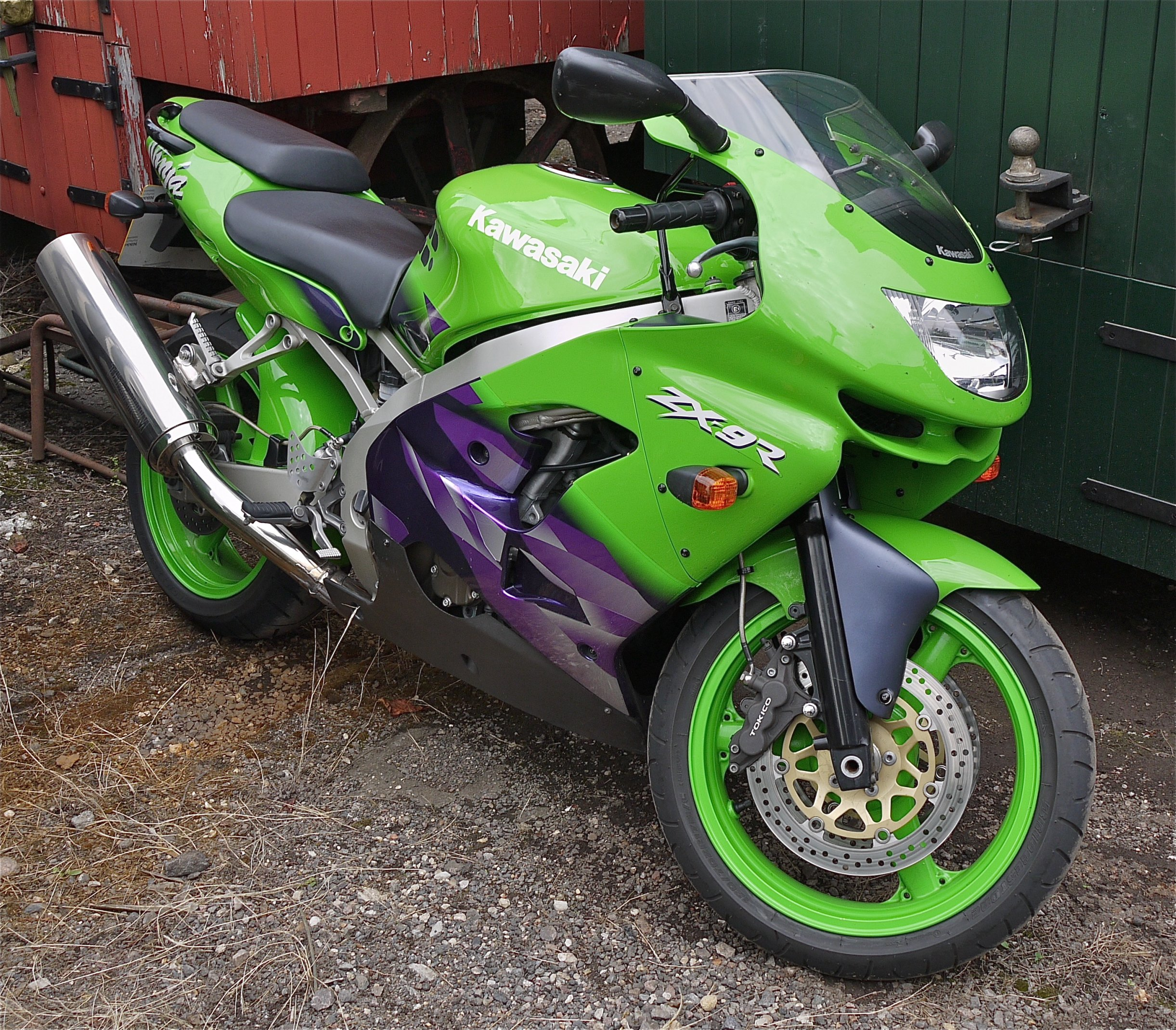
Ninja ZX-900C
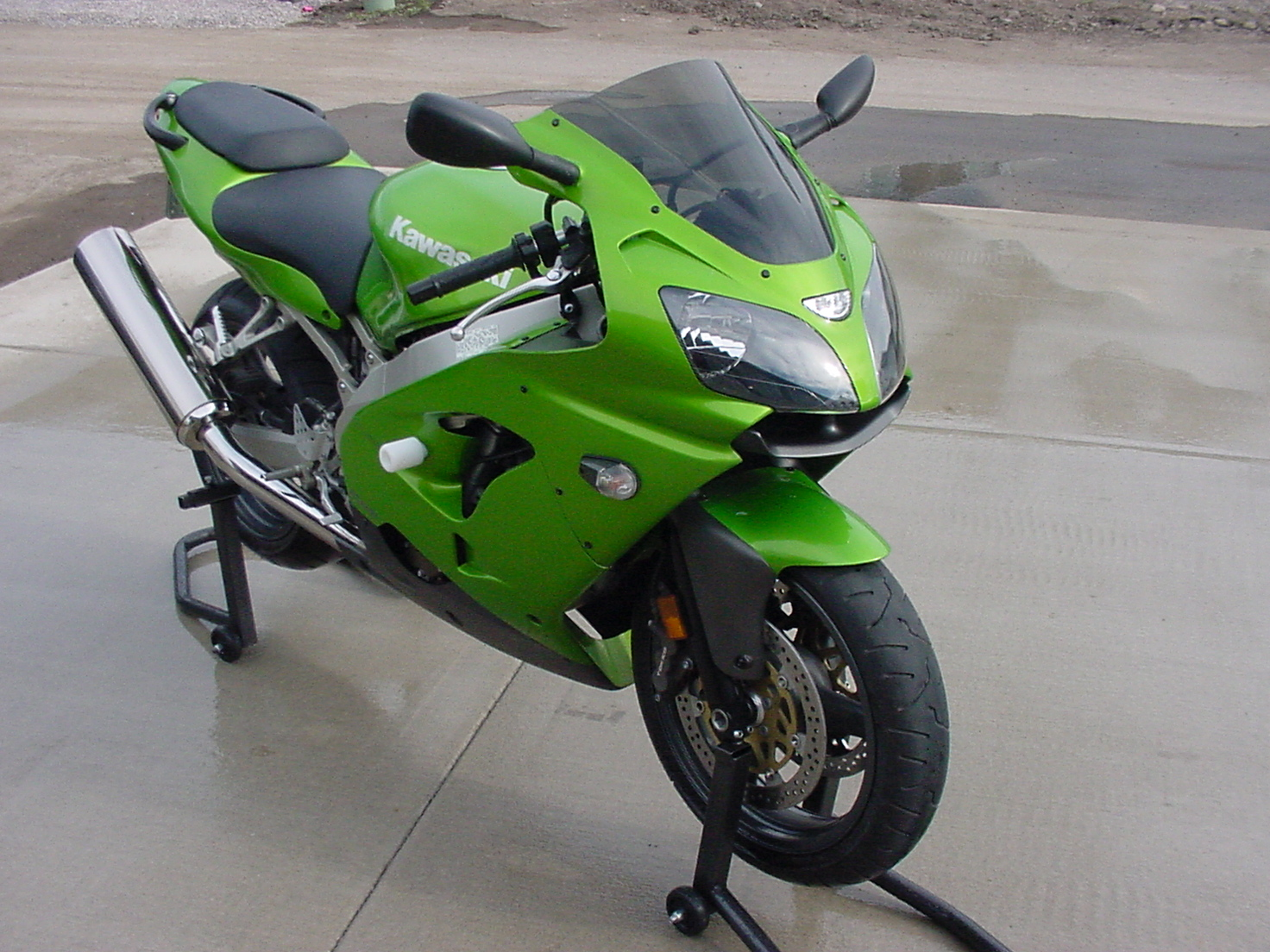
Ninja ZX-900E
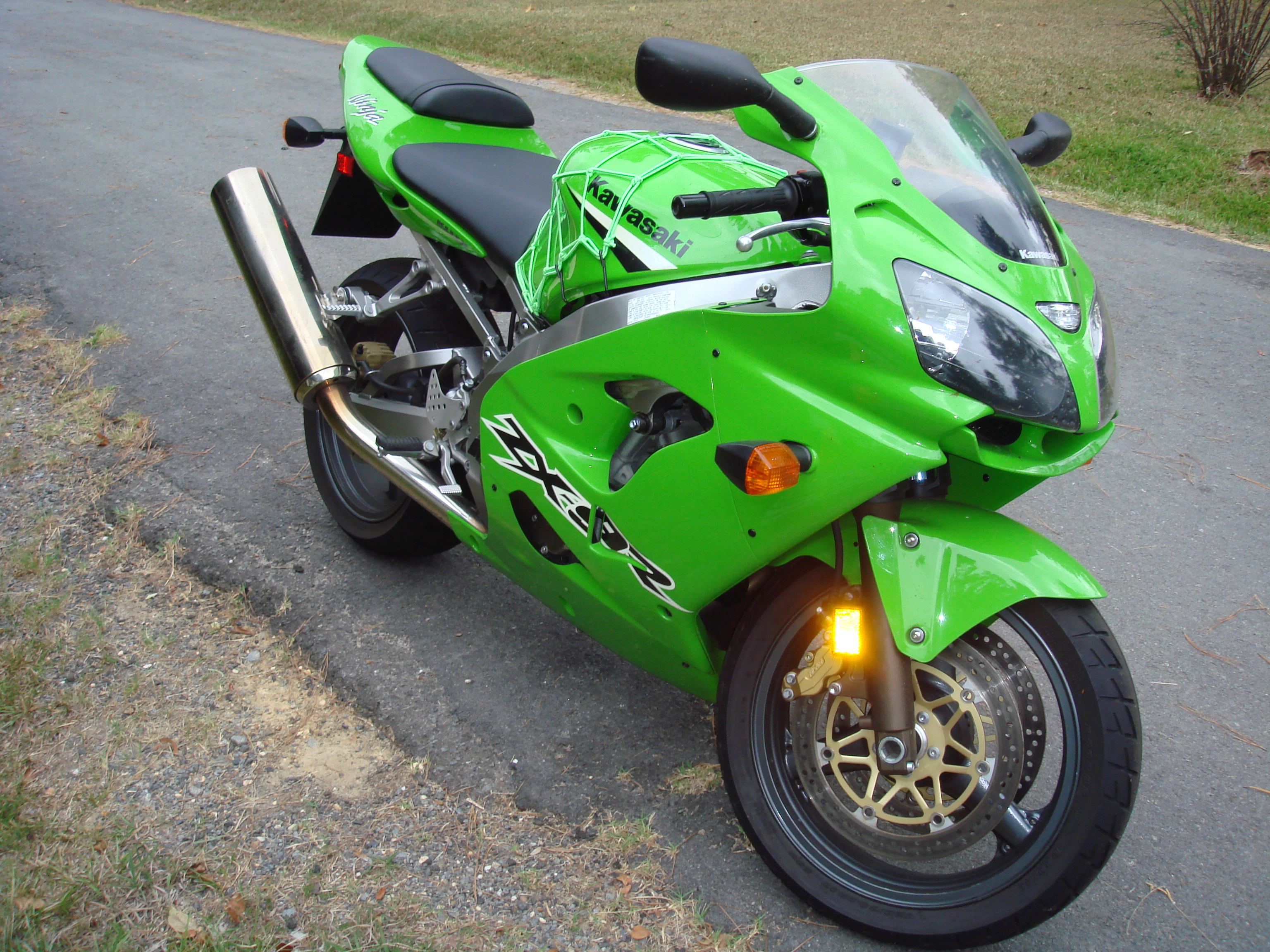
Ninja ZX-900F

## Technische Daten
| Modell                       | ZX-900B                                                 | ZX-900C                                                 | ZX-900E                                                 | ZX-900F                                                 |
| ---------------------------- | ------------------------------------------------------- | ------------------------------------------------------- | ------------------------------------------------------- | ------------------------------------------------------- |
| Baujahr                      | 1994–1997                                               | 1998–1999                                               | 2000–2001                                               | 2002–2003                                               |
| Motor                        | flüssigkeitsgekühlter Vierzylinder-Viertakt-Reihenmotor | flüssigkeitsgekühlter Vierzylinder-Viertakt-Reihenmotor | flüssigkeitsgekühlter Vierzylinder-Viertakt-Reihenmotor | flüssigkeitsgekühlter Vierzylinder-Viertakt-Reihenmotor |
| Ventiltrieb                  | DOHC, 16 Ventile, Schlepphebel                          | DOHC, 16 Ventile, Tassenstößel                          | DOHC, 16 Ventile, Tassenstößel                          | DOHC, 16 Ventile, Tassenstößel                          |
| Hubraum                      | 899 cm3                                                 | 899 cm3                                                 | 899 cm3                                                 | 899 cm3                                                 |
| Bohrung × Hub                | 73,0 mm × 53,7 mm                                       | 75,0mm × 50,9 mm                                        | 75,0mm × 50,9 mm                                        | 75,0mm × 50,9 mm                                        |
| Gemischaufbereitung          | 4 Gleichdruckvergaser, Keihin, 40 mm                    | 4 Gleichdruckvergaser, Keihin, 40 mm                    | 4 Gleichdruckvergaser, Keihin, 40 mm                    | 4 Gleichdruckvergaser, Keihin, 40 mm                    |
| Verdichtung                  | 11,5 : 1                                                | 11,5 : 1                                                | 12,2 : 1                                                | 12,2 : 1                                                |
| Leistung                     | 102 kW (139 PS) bei 10.500 min−1                        | 105 kW (143 PS) bei 11.000 min−1                        | 106 kW (144 PS) bei 11.000 min−1                        | 106 kW (144 PS) bei 11.000 min−1                        |
| Drehmoment                   | 96 Nm bei 9.000 min−1                                   | 101 Nm bei 9.000 min−1                                  | 101 Nm bei 10.500 min−1                                 | 101 Nm bei 10.500 min−1                                 |
| Länge                        | 2085 mm                                                 | 2050 mm                                                 | 2050 mm                                                 | 2065 mm                                                 |
| Breite                       | 725 mm                                                  | 720 mm                                                  | 730 mm                                                  | 730 mm                                                  |
| Höhe                         | 1165 mm                                                 | 1155 mm                                                 | 1155 mm                                                 | 1155 mm                                                 |
| Sitzhöhe                     | 800 mm                                                  | 810 mm                                                  | 810 mm                                                  | 815 mm                                                  |
| Bodenfreiheit                | 125 mm                                                  | 160 mm                                                  | 160 mm                                                  | 160 mm                                                  |
| Radstand                     | 1440 mm                                                 | 1415 mm                                                 | 1415 mm                                                 | 1415 mm                                                 |
| Trockengewicht               | 215 kg                                                  | 183 kg                                                  | 183 kg                                                  | 186 kg                                                  |
| Tankinhalt                   | 20 Liter                                                | 19 Liter                                                | 19 Liter                                                | 19 Liter                                                |
| Reifengröße vorne und hinten | 120/70-ZR17 180/55-ZR17                                 | 120/70-ZR17 (58W) 180/55-ZR17 (73W)                     | 120/70-ZR17 (58W) 190/50-ZR17 (73W)                     | 120/70-ZR17 (58W) 190/50-ZR17 (73W)                     |